# Douglas Richard
Douglas A. Richard (22 juli ?) is een Amerikaans componist, dirigent, arrangeur en flügelhoornist.

## Levensloop
Richard studeerde aan de Duquesne Universiteit in Pittsburgh en behaalde aldaar zijn Bachelor of Music. Vervolgens studeerde hij aan het Peabody Institute of the Johns Hopkins University in Baltimore (Maryland) en de State University of New York (SUNY) Purchase (New York), waar hij zijn Master of Fine Arts in compositie behaalde. Zijn leraren waren onder andere Mark Camphouse, Alan Fletcher en Joseph Willcox Jenkins voor compositie en James Kessler voor orkestratie. 
Hij was verschillende jaren lid van de United States Army Band "Pershing's Own" in Washington D.C.. Vervolgens was hij flügelhoornist (bugelspeler) bij de militaire kapel van het derde United States Infanterie Regiment en bij (The Old Guard) Fife and Drum Corps, beide gestationeerd in Arlington (Virginia). Later was hij muziekleraar en dirigent van harmonieorkesten in diverse openbare schoolen in Pennsylvania. 
Sinds 1997 is hij componist en chef-arrangeur van de United States Military Academy Band in West Point (New York). Eveneens is hij adjunct professor aan het Marist College in Poughkeepsie, waar hij ook dirigent is van het strijkorkest.

## Composities

### Werken voor harmonieorkest
- 2002 Celebration for a New Era
- A Hero's Return
- O Come O Come Emanuel